# Tim Keuter
Tim Keuter (15 juni 1969) is een Nederlandse oud-honkballer.
Keuter speelde als werper en gooide rechtshandig. Hij begon met honkbal bij DSS in Haarlem. Hierna speelde hij in de hoofdklasse voor RCH uit Heemstede en in 2000 kwam hij uit voor de Amsterdam Pirates. In april 2001tot 2003 werd hij toegevoegd aan het Nederlands honkbalteam waarmee hij dat jaar meedeed aan het World Port Tournament en het Europees Kampioenschap. In 2002 ging Keuter spelen voor Kinheim uit Haarlem kwam waarvoor hij drie seizoenen als werper zou uitkomen. Hierna was hij in 2005 nog werpers/ assistent coach voor deze vereniging. Van 2006 tot 2011 heeft hij nog bij Amsterdam Pirates de Mokum Hawks gecoacht, waarna hij dat laatste jaar is gestopt.